# Kelley (Iowa)
Kelley es una ciudad ubicada en el condado de Story en el estado estadounidense de Iowa. En el Censo de 2010 tenía una población de 309 habitantes y una densidad poblacional de 174,42 personas por km².

## Geografía
Kelley se encuentra ubicada en las coordenadas 41°57′3″N 93°39′56″O / 41.95083, -93.66556. Según la Oficina del Censo de los Estados Unidos, Kelley tiene una superficie total de 1.77 km², de la cual 1.77 km² corresponden a tierra firme y (0%) 0 km² es agua.

## Demografía
Según el censo de 2010, había 309 personas residiendo en Kelley. La densidad de población era de 174,42 hab./km². De los 309 habitantes, Kelley estaba compuesto por el 98.38% blancos, el 0.65% eran afroamericanos, el 0% eran amerindios, el 0.32% eran asiáticos, el 0% eran isleños del Pacífico, el 0% eran de otras razas y el 0.65% pertenecían a dos o más razas. Del total de la población el 0.97% eran hispanos o latinos de cualquier raza.